# Baía da Engrade
A baía da Engrade é uma baía portuguesa localizada na vila da Praia, concelho de Santa Cruz da Graciosa, ilha Graciosa, Açores.
Esta baía localiza-se próxima à baía da Poça, entre a localidade dos Fenais a Portela.